# Huerta del Rey
Huerta del Rey är en ort i Spanien.   Den ligger i provinsen Provincia de Burgos och regionen Kastilien och Leon, i den centrala delen av landet, 160 km norr om huvudstaden Madrid. Huerta del Rey ligger 990 meter över havet och antalet invånare är 1 222.
Terrängen runt Huerta del Rey är lite kuperad. Runt Huerta del Rey är det mycket glesbefolkat, med 4 invånare per kvadratkilometer. Huerta del Rey är det största samhället i trakten. Trakten runt Huerta del Rey består till största delen av jordbruksmark.